# Chóry akademickie w Polsce
A – B – C – D – E – F – G – H – I – J – K – L – Ł – M – N – O – P – R – S – T – U – W – Z

## B

### Białystok
- Chór Uniwersytetu Medycznego w Białymstoku
- Chór Politechniki Białostockiej
- Chór Akademicki Uniwersytetu w Białymstoku
- Chór Wyższej Szkoły Administracji Publicznej im. Stanisława Staszica w Białymstoku

### Bielsko-Biała
- Chór Akademii Techniczno-Humanistycznej

### Bydgoszcz
- Chór Akademicki Uniwersytetu Kazimierza Wielkiego (zał. 1971)
- Zespół Pieśni Dawnej Uniwersytetu Kazimierza Wielkiego (zał. 1974)
- Chór Akademicki Akademii Muzycznej w Bydgoszczy (zał. 1974)
- Chór Akademicki Collegium Medicum UMK (zał. 1985)
- Chór Kameralny Akademii Muzycznej w Bydgoszczy (zał. 1986)
- Chór Akademicki Uniwersytetu Technologiczno-Przyrodniczego w Bydgoszczy (zał. 1996)
- Chór Kameralny „Akolada” Bydgoskiej Szkoły Wyższej (zał. 2002)
- Chór Akademicki Kujawsko-Pomorskiej Szkoły Wyższej (zał. 2004)
- Chór Akademicki Wyższej Szkoły Gospodarki (zał. 2006)

## C

### Cieszyn
- Chór Uniwersytetu Śląskiego „Harmonia"

### Częstochowa
- „Collegium Cantorum” – Chór Akademicki Politechniki Częstochowskiej
- Camerata Nova – Chór Akademii Polonijnej w Częstochowie

## G

### Gdańsk
- Akademicki Chór Uniwersytetu Gdańskiego
- Chór Akademii Medycznej w Gdańsku im. Tadeusza Tylewskiego
- Akademicki Chór Politechniki Gdańskiej
- Chór żeński Wydziału IV Akademii Muzycznej w Gdańsku Gaudium per Canto

### Gliwice
- Akademicki Chór Politechniki Śląskiej
- Akademicki Zespół Muzyczny Politechniki Śląskiej (AZM)

## K

### Katowice
- Chór Wyższego Śląskiego Seminarium Duchownego
- Chór Uniwersytetu Ekonomicznego w Katowicach

### Kielce
- Chór Instytutu Edukacji Muzycznej Akademii Świętokrzyskiej w Kielcach
- Chór Akademicki Politechniki Świętokrzyskiej

### Kraków
- Chór i Orkiestra Smyczkowa Akademii Górniczo Hutniczej
- Akademicki Chór Mieszany „Con Amore” przy Międzynarodowym Centrum Fulbrighta na UJ
- Akademicki Chór Organum
- Akademicki Chór Politechniki Krakowskiej „Cantata”
- Akademicki Chór Voce Angeli
- Chór Akademii Ekonomicznej „Dominanta"
- Chór Uniwersytetu Rolniczego w Krakowie
- Chór Kameralny „Elim” Krakowskiej Szkoły Wyższej im. Andrzeja Frycza Modrzewskiego
- Chór Mieszany Akademii Pedagogicznej im. KEN „Educatus”
- Chór Psalmodia przy Papieskiej Akademii Teologicznej w Krakowie
- Krakowski Chór Akademicki Uniwersytetu Jagiellońskiego

## L

### Legnica
- Chór „Madrygał” Wyższej Szkoły Menedżerskiej
- Chór Kameralny Politechniki Wrocławskiej ZZOD w Legnicy „Axion"

### Lublin
- Akademicki Chór Politechniki Lubelskiej
- Chór Katolickiego Uniwersytetu Lubelskiego
- Chór Akademicki UMCS im. Jadwigi Czerwińskiej
- Chór Akademicki Uniwersytetu Przyrodniczego w Lublinie
- Chór Uniwersytetu Medycznego w Lublinie

## Ł

### Łódź
- Akademicki Chór Politechniki Łódzkiej - dyr. Jerzy Rachubiński
- Chór Akademicki Uniwersytetu Łódzkiego - dyr. Andrzej Ryłko
- Chór Uniwersytetu Medycznego w Łodzi - dyr. Anna Domańska
- Chór Akademii Muzycznej im. Grażyny i Kiejstuta Bacewiczów w Łodzi - dyr. Jerzy Rachubiński
- Chór Kameralny Akademii Muzycznej im. Grażyny i Kiejstuta Bacewiczów w Łodzi - dyr. Anna Domańska
- Akademicki Chór Kameralny Społecznej Akademii Nauk – dyr. Renata Banacka – Walczak

## O

### Olsztyn
- Chór im. prof. Wiktora Wawrzyczka Uniwersytetu Warmińsko-Mazurskiego
- Akademicki chór „Bel Canto” Wyższej Szkoły Informatyki i Ekonomii TWP
- Chór Wyższego Seminarium Duchownego HOSIANUM
- Chór Żeński Instytutu Wychowania Muzycznego UWM

### Opole
- Akademicki Chór „Dramma per Musica” Uniwersytetu Opolskiego
- Akademicki Chór Politechniki Opolskiej

## P

### Płock
- Kameralny Chór Akademicki Politechniki Warszawskiej w Płocku
- Kameralny Chór Akademicki Szkoły Wyższej im. Pawła Włodkowica w Płocku
- „Vox Juventutis” Chór Państwowej Wyższej Szkoły Zawodowej w Płocku

### Poznań
- Chór Akademicki Uniwersytetu Adama Mickiewicza
- Chór Uniwersytetu Medycznego
- Chór Akademii Muzycznej
- Chór Kameralny Musica Viva Uniwersytetu Ekonomicznego w Poznaniu
- Chór Kameralny Uniwersytetu im. Adama Mickiewicza
- Żeński Chór Akademii Ekonomicznej w Poznaniu „Sonantes”

## S

### Słubice
- Chór Akademicki Collegium Polonicum i Europejskiego Uniwersytetu Viadrina

### Słupsk
- Chór Akademii Pomorskiej w Słupsku „IUVENTUS CANTANS"

### Sosnowiec
- GLORIA DEI - Chór Duszpasterstwa Akademickiego przy Kościele św. Tomasza Apostoła

### Szczecin
- Chór Akademicki im. prof. Jana Szyrockiego ZUT w Szczecinie (dawniej Politechniki Szczecińskiej)
- Chór Politechniki Morskiej w Szczecinie
- Chór Kameralny Akademii Rolniczej
- Chór Pomorskiej Akademii Medycznej

## T

### Tarnów
- Chór Wyższego Seminarium Duchownego w Tarnowie

### Toruń
- Chór Akademicki Uniwersytetu Mikołaja Kopernika w Toruniu
- Chór Kameralny Wyższej Szkoły Bankowej w Toruniu „Astrolabium”
- Chór Wydziału Teologicznego Uniwersytetu Mikołaja Kopernika w Toruniu „Tibi Domine”

## W

### Warszawa
- Chór Akademicki Politechniki Warszawskiej
- Chór Akademicki Uniwersytetu Warszawskiego
- Chór Akademicki Wojskowej Akademii Technicznej
- Chór Akademicki Wyższej Szkoły Bankowości Finansów i Zarządzania im. Romualda Kudlińskiego
- Chór Akademii Medycznej
- Chór „Con Passione” Akademii Sztuk Pięknych
- Chór Kameralny „Collegium Musicum” Uniwersytetu Warszawskiego
- Chór Kameralny „Kameleon” Wyższej Szkoły Przedsiębiorczości i Zarządzania im. L. Koźmińskiego
- Chór Państwowego Instytutu Geologicznego
- Chór Szkoły Głównej Handlowej
- Chór Uniwersytetu SWPS
- Chór Uniwersytetu Kardynała Stefana Wyszyńskiego (ATK)
- Kameralny Chór Akademii Wilanowskiej
- Warszawski Chór Chłopięcy i Męski przy Akademii Muzycznej im. F. Chopina
- Warszawski Chór Międzyuczelniany

### Wrocław
- Akademicki Chór Politechniki Wrocławskiej
- Chór Uniwersytetu Ekonomicznego we Wrocławiu „Ars Cantandi”
- Chór „Medici Cantantes” Uniwersytetu Medycznego we Wrocławiu
- Chór Kameralny Politechniki Wrocławskiej „Consonanza"
- Chór Uniwersytetu Wrocławskiego „Gaudium”
- Chór Uniwersytetu Przyrodniczego we Wrocławiu

## Z

### Zielona Góra
- Chór Akademicki Uniwersytetu Zielonogórskiego